# Puente Cantalojas
El Puente Cantalojas es un puente ubicado en Bilbao, en el Territorio Histórico de Vizcaya, que une los barrios de San Francisco y Abando, salvando las vías que salen de la estación central de ferrocarril de Abando-Indalecio Prieto. Existen también, en el barrio de San Francisco, una calle y un túnel ferroviario con el mismo nombre.

## Contexto

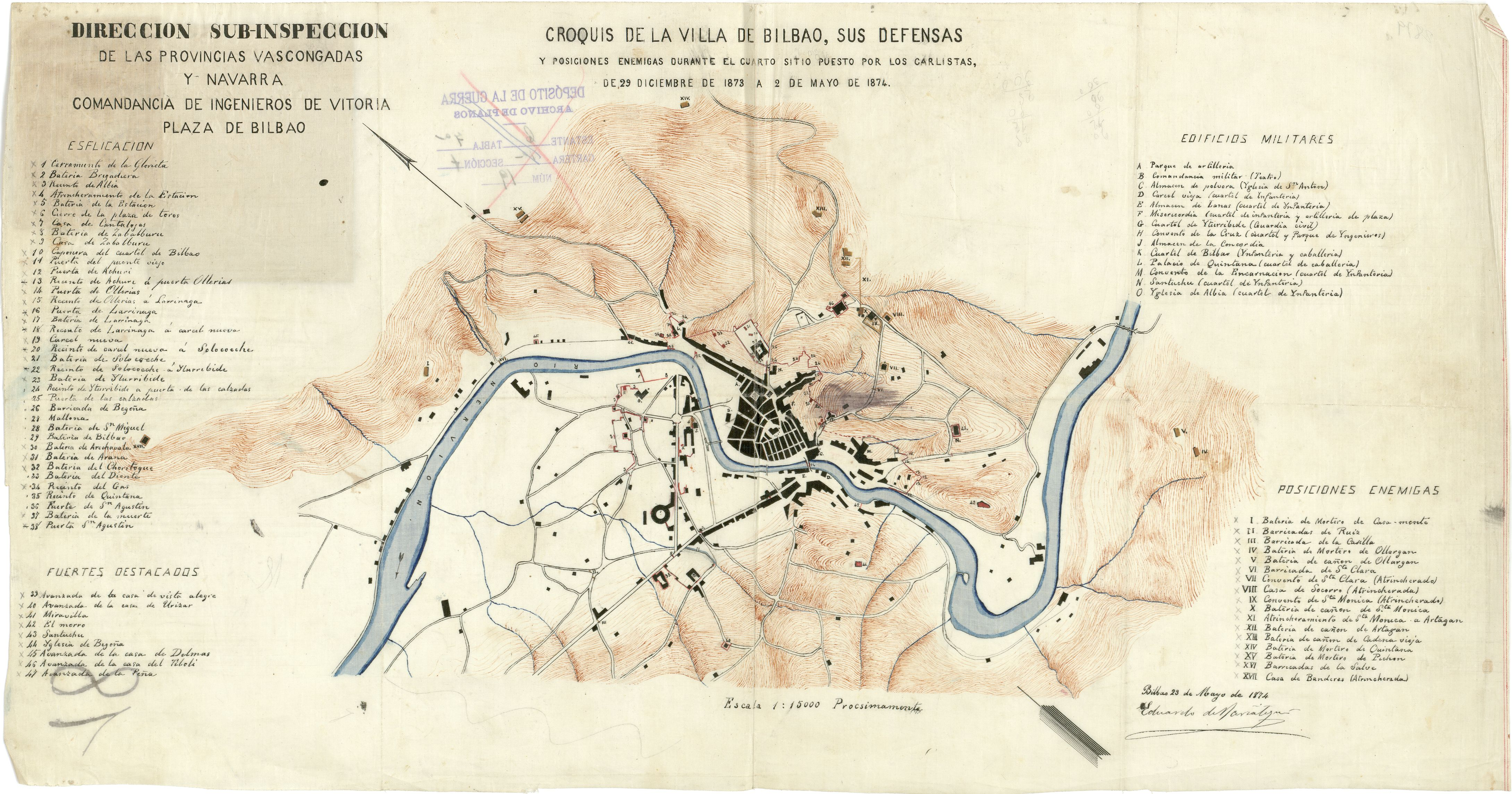
Localización de la Casa de Cantalojas. 1874

En estos parajes se encontraba, según algunos historiadores, la antigua torre del linaje de los Cantalojas, donde posteriormente se edificó una casa que llevaba el mismo nombre y que estuvo situada en la intersección de las calles Zabala y San Francisco, lo que hoy es el número 40 de la calle San Francisco, siendo a finales del siglo XIX casa del jefe de la estación de Abando. Familia de prestigio en la Anteiglesia de Abando, enlazó con las familias de Arana y Echániz. Los Cantalojas fueron partidarios de Don Carlos en la primera y segunda guerras carlistas, y su casa fue zona de guerra durante el último sitio de Bilbao, al estar situada una de las líneas de defensa entre el monte Miravilla y el conocido como árbol gordo de Arbieto pasando por el puente de Cantalojas.Los historiadores no se ponen de acuerdo sobre este linaje, cuya existencia algunos ponen en duda,y relacionan el apellido con un topónimo relativo al terreno pedregoso, que algunos consideran celtibérico.

El puente se construyó para salvar las vías de la estación del tren de Bilbao-Tudela, que interrumpían el antiguo camino real a Balmaseda.  Antes de ser urbanizada la zona dicho camino transitaba por el antiguo barrio de Mena, actual barrio de Zabala, hasta que en los años 20 del siglo XIX se proyecta y ejecuta el nuevo recorrido por la que posteriormente será la calle San Francisco, proyecto en el cual el arquitecto Antonio Goycoechea tiene un papel relevante.En el plano de Bilbao del Atlas de Francisco Coello de 1857ya se ve la "calzada a Valmaseda" como una línea recta, antes de la construcción de la estación. Ese mismo año se presentó en Bilbao el proyecto del ferrocarril Bilbao-Tudela, con la intención de unir Bilbao con Madrid. La estación que albergaría este ferrocarril de Bilbao se planificó en la vecina anteiglesia de Abando, más concretamente en los terrenos del convento de la Inmaculada Concepción y aledaños. Este proyecto quedó aprobado por un Real decreto del año 1858, comenzando la compañía un proceso de expropiación, conforme a la Ley General de Caminos de Hierro de 1855y en 1859 fueron expropiados el convento de la Concepción y sus huertas, al cual se le abonaron 13 reales por metro cuadrado del solar edificado y 7 por el del huerto.

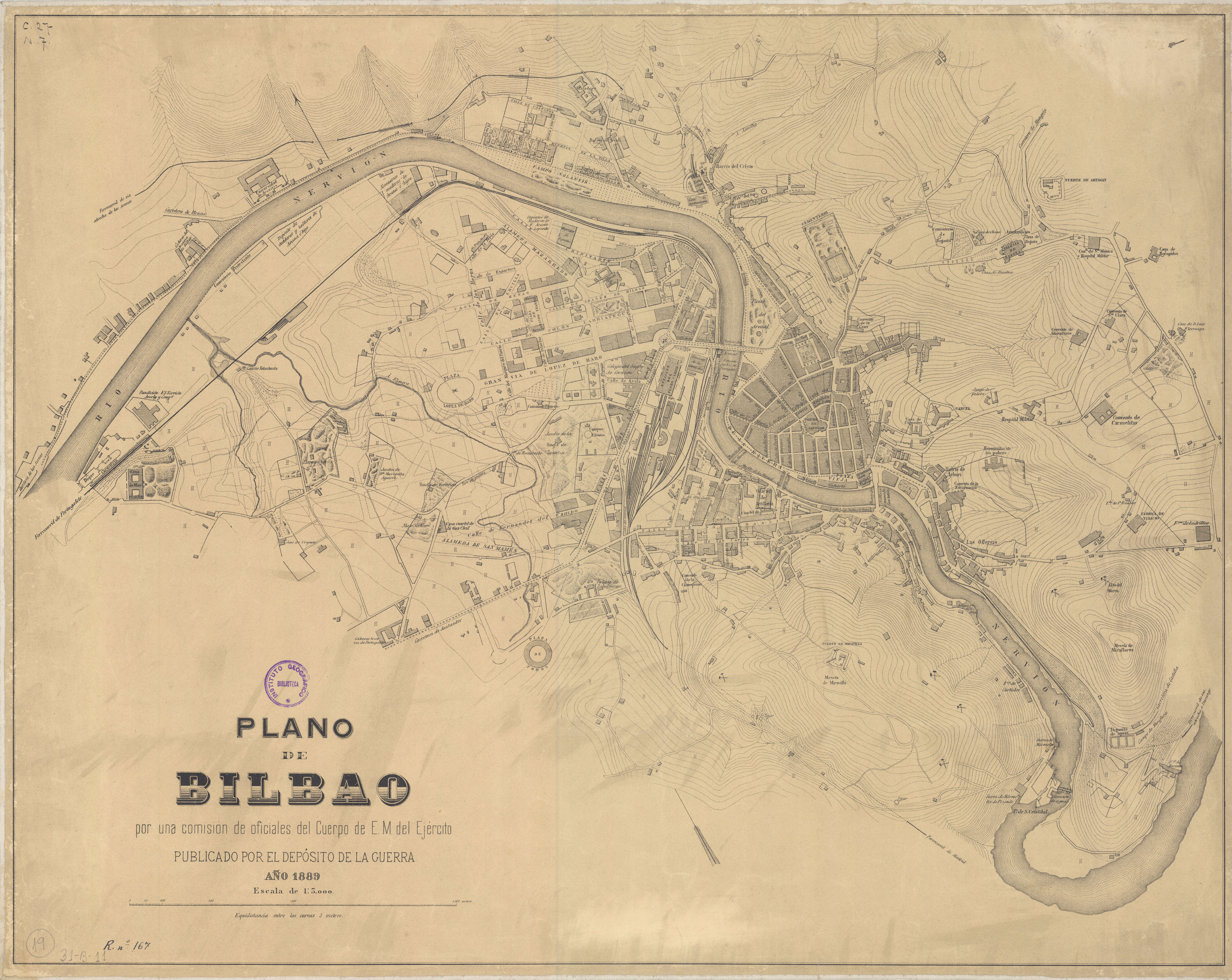
Bilbao 1889

El 31 de agosto de 1863 la línea es inaugurada en su totalidad. Posteriormente, en 1878, la Compañía del Ferrocarril de Tudela a Bilbao fue absorbida por la Compañía de los Caminos de Hierro del Norte de España, dando nombre popular a la que sería conocida desde entonces como estación "del Norte".

## Historia
Es la compañía del ferrocarril la que se hace cargo de construir el puente de Cantalojas como parte de las obras de la estación y del tendido de vías. En 1859 y según el expediente tramitado en la anteiglesia de Abando a instancia de Thomas Bartlett, en representación de la Sociedad Brassey y Compañía, contratistas del primer trozo del ferrocarril de Tudela a Bilbao, se solicitó permiso para habilitar un puente de madera provisional y desviar parte del camino de Bilbao a Valmaseda mientras se construía un puente de piedra sobre la línea del ferrocarril, junto a la casa denominada "Cantalojas".
Dentro de las obras de construcción de la línea del ferrocarril se incluían también la excavación de túneles, siendo entre ellos reseñable el túnel de Cantalojas, que con 1.075 metros de longitud, parte a poca distancia del puente. Durante su perforación, el 26 de abril de 1860, perdieron la vida seis obreros al romperse el cable de la cesta en la que descendían a la obra.
El 1 de marzo de 1863 se inauguró el ferrocarril con la apertura del tramo Bilbao-Orduña, pero todavía la zona no está urbanizada hasta el punto de que en 1866 un grupo de vecinos y propietarios de Abando, solicitan a la Diputación Foral de Vizcaya que en la línea de la carretera entre el cuartel del Príncipe Don Alfonso hasta pasado el puente de Cantalojas, se construyese un andén (acera) para el tránsito a pie,quien en 1870 autoriza al Ayuntamiento de Bilbao, tras la anexión parcial de Abando, para la ejecución de dichas obras.Las obras de urbanización al rededor de la zona se siguen sucediendo a lo largo de los años. Entre 1882 y 1883 se propone el arreglo del camino y la sustitución por un pretil de mampostería de la barandilla de madera que, desde el puente de Cantalojas y por la trinchera, bajaba por la actual calle García Salazar. Este trabajo fue realizado por Ernesto Hoffmeyer, ingeniero municipal.En 1892 se propone la sustitución del adoquinado de madera por otro de piedra.
Durante la guerra civil española de 1936, el sindicato CNT habilitó el primer túnel situado junto al puente como refugio antiaéreo ante los bombardeos de la aviación franquista.

### Ampliación del puente
Entre 1898 y 1900 se proyecta la ampliación del puente, por el arquitecto Gregorio Ibarreche y el Arquitecto Jefe de Obras Públicas Municipales Enrique Epalza,que obtuvo la autorización de la Dirección de la Compañía del Ferrocarril del Norte para expropiarle el terreno necesario a ambos lados del puente. La Compañía cedió al municipio las cuatro parcelas de terreno necesarias para las obras de ensanche del puente a cambio del compromiso del Ayuntamiento de la colocación de aceras en la calle García Salazar. La ejecución de las obras fue adjudicada al contratista Pío Bilbao, que fueron finalizadas el 24 de marzo de 1900.

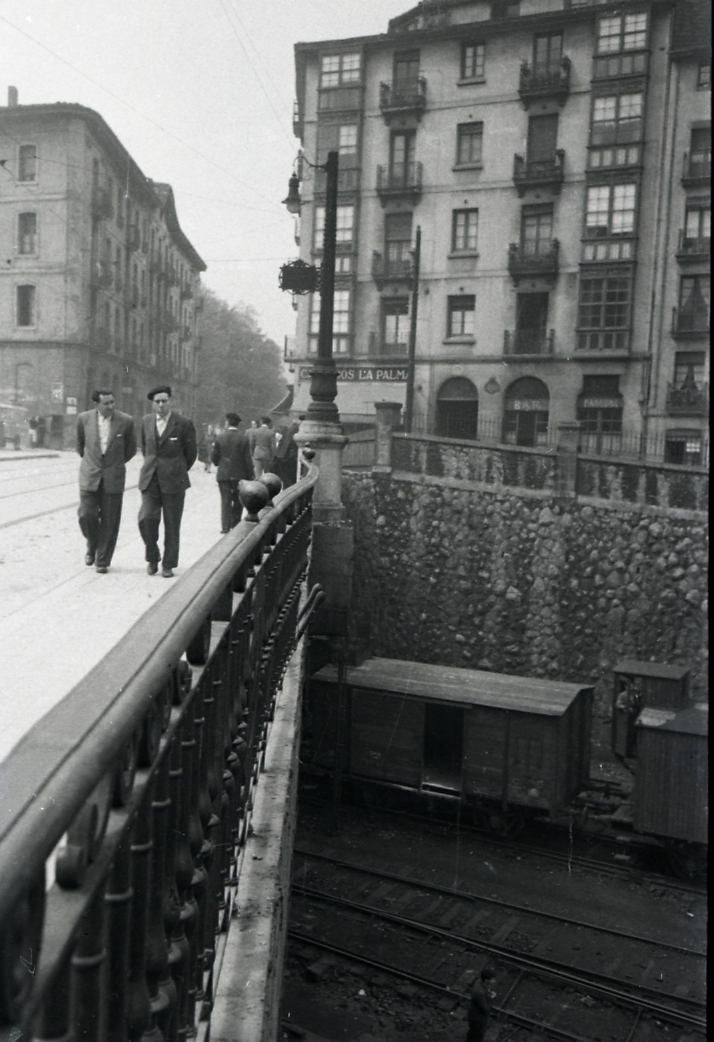
Antigua vista del puente

### Nuevo puente
Entre 1924 y 1929 se construyó un nuevo puente, derribando el antiguo, para lo cual la Compañía de Caminos de Hierro del Norte de España habilitó una pasarela provisional de madera para el tránsito público por la calle Mena hacia Zabalburu. También se modificaron las rasantes de la calle San Francisco y Puente de Cantalojas, obra efectuada por la Compañía Retolaza y Anacabe. La noticia de la apertura del nuevo puente fue registrada junto con una fotografía por el diario El Liberal en su edición del 1 de febrero de 1929.

## Reforma integral en elsigloXXI
Entre los años 2003-2004 la empresa de capital público Bilbao Ría 2000 llevó a cabo una intervención integral en el puente y zonas aledañas, sobre una superficie de 5.480 m², ampliando la anchura del puente convirtiéndolo de facto en una plaza pública y reordenando el tráfico de vehículos y peatones, facilitando la conexión entre San Francisco y el Ensanche. Al mismo tiempo se reurbanizaron la calles Mena y la plaza del Dr. Fleming y se colocó una escultura de Manolo Valdés. La plaza se inauguró el 26 de octubre de 2004.

### Escultura

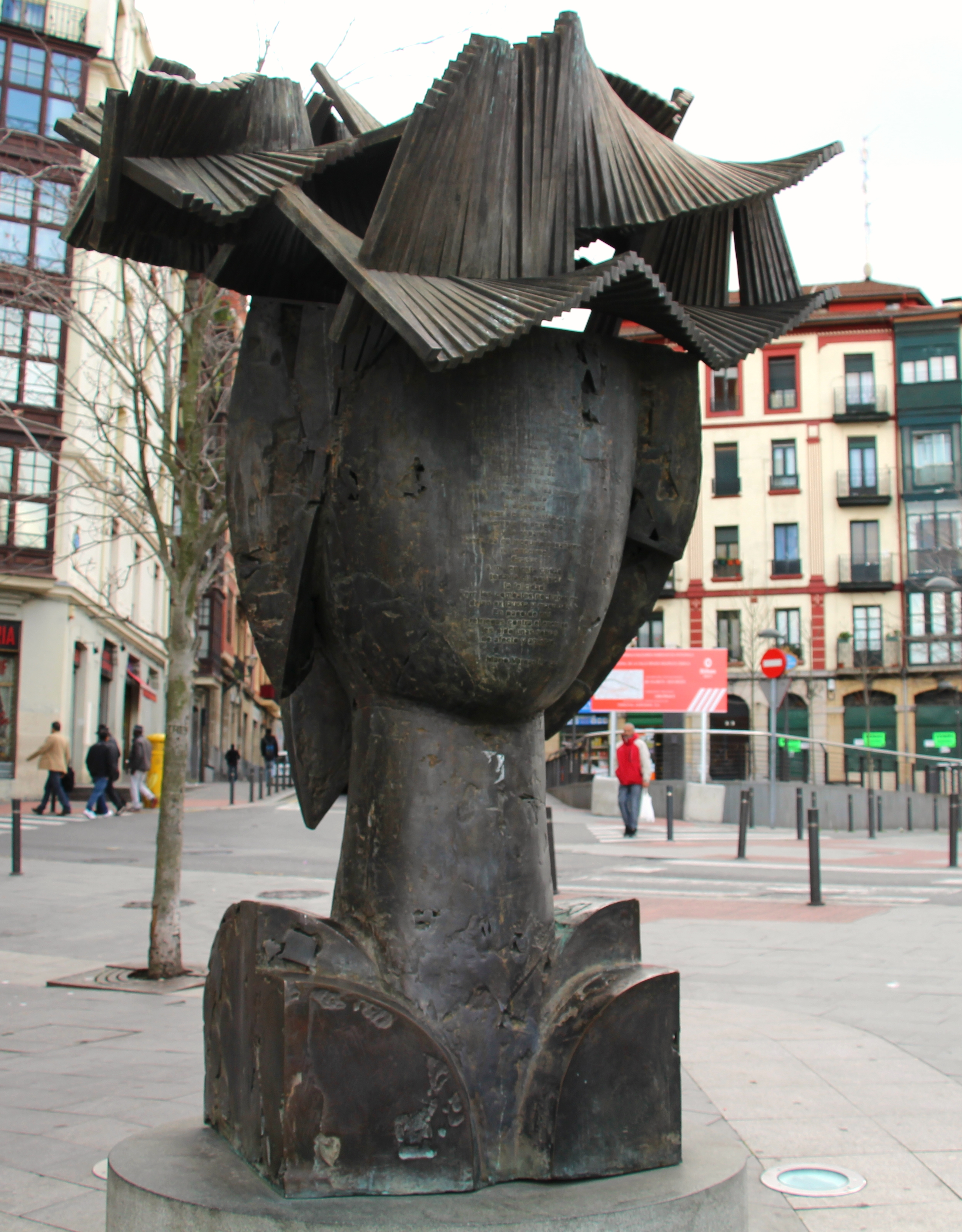
La Exorcista

Junto con la transformación del puente y la reurbanización de la zona, cerca de la confluencia de las calles Cortes y Zabala, se instaló una escultura de bronce de Manolo Valdés, "La exorcista" que el artista realizó en colaboración con el escritor Mario Vargas Llosa, autor del texto que la acompaña.Existen, instaladas en el aeropuerto de Barajas de Madrid, otras tres obras similares, también con textos del mismo escritor, tituladas La coqueta, La realista y La soñadora. La exorcista se colocó el día 2 de noviembre del 2004 con la presencia del escultor.

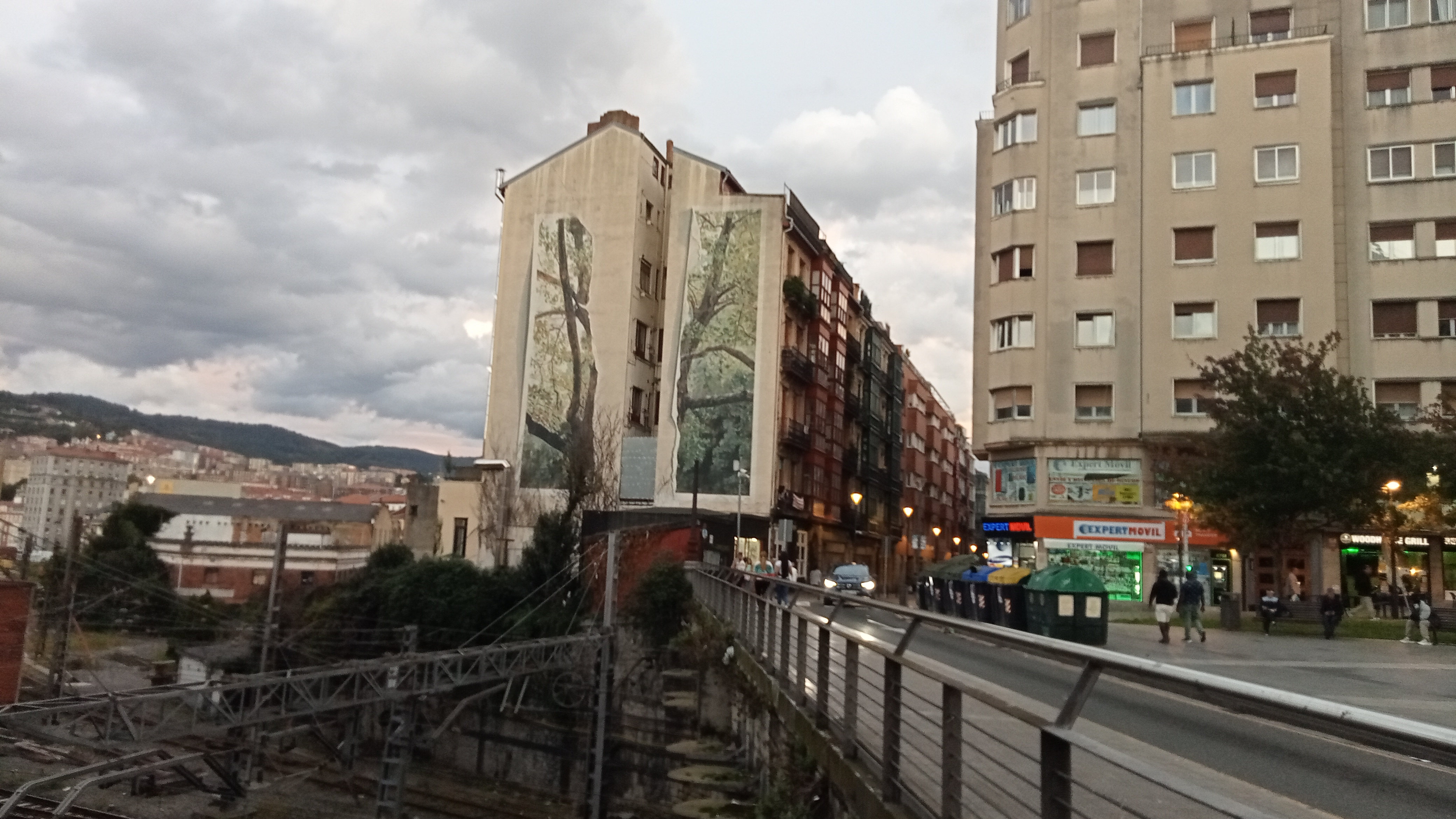
Mural de Juan José Novella

### Mural
El año 2008 se dieron por concluidos los trabajos de reurbanización del puente con el mural diseñado por el artista Juan José Novella (Portugalete 1961) sobre la fachada medianera, con una superficie total de 480 m², del número 40 de la calle San Francisco.